# Euchromia laura
Euchromia laura är en fjärilsart som beskrevs av Butler 1876. Euchromia laura ingår i släktet Euchromia och familjen björnspinnare. Inga underarter finns listade i Catalogue of Life.